# Metotreksat
Metotreksát (staro ime ametopterín) je antagonist folne kisline, ki se uporablja kot citostatik (zdravilo za zdravljenje raka) ter kot imunosupresiv pri avtoimunih boleznih. Zavira presnovo folne kisline. V terapiji je nadomestil sorodno, a močnejšo in bolj toksično učinkovino aminopterin. Njegovo odkritje sega v 40-ta leta 20. stoletja ter so ga najprej uspešno preizkusili na otrocih, obolelih za levkemijo.

## Uporaba

### V kemoterapiji
Sprva so ga uporabljali v kombinaciji z drugimi kemoterapevtiki pri številnih oblikah raka. Še danes je ena pomembnejših učinkovin za zdravljenje raka, vključno z akutno limfoblastno levkemijo. 

### Drugo
Kasneje so metotreksat začeli uspešno uporabljati tudi pri nekaterih avtoimunih boleznih, npr, pri Crohnovi bolezni, luskavici, ankozilirajočem spongiartritisu, psoriaznem artritisu (artritis zaradi luskavice), revmatoidnem artritisu, sklerodermiji ... Zlasti sočasna uporaba tumorje nekrotizirajočega faktorja α se je izkazala za zelo uspešno pri lajšanju simptomov,
Čeprav ni indiciran za prekinitev nosečnosti, se včasih v kombinaciji z misoprostolom uporablja tudi v ta namen – zlasti pri zunajmaternični nosečnosti.

## Neželeni učinki
Možni stranski učinki so slabokrvnost, nevtropenija, nastajanje modric, slabost in bruhanje, dermatitis in driska.  Pri redkih se pojavi hepatitis ter povečano tveganje za pljučno fibrozo.
Višji odmerki, ki se uporabljajo pri zdravljenju raka, lahko poškodujejo hitro deleče se celice kostnega mozga ter sluznice prebavil, kar se kaže kot zaviranje delovanja kostnega mozga in vnetje sluznice.
Metotreksat je zelo teratogena snov, zato ga ženske ne smejo jemati, če so noseče, če obstaja možnost zanositve ali če dojijo. Tudi moški v času oploditve ne smejo jemati zdravila. Po terapiji mora ženska do oploditve počakati vsaj en celoten ovulacijski ciklus, moški pa vsaj tri mesece.